# Vallée d'Alaï
Pour les articles homonymes, voir Alaï.
La vallée d'Alaï se situe dans le Sud du Kirghizistan, entre les monts Alaï dans le massif du Tian Shan au nord et le chaînon Trans-Alaï dans le massif du Pamir au sud. Elle correspond au cours supérieur du Vakhch appelé Kyzyl-Sou.

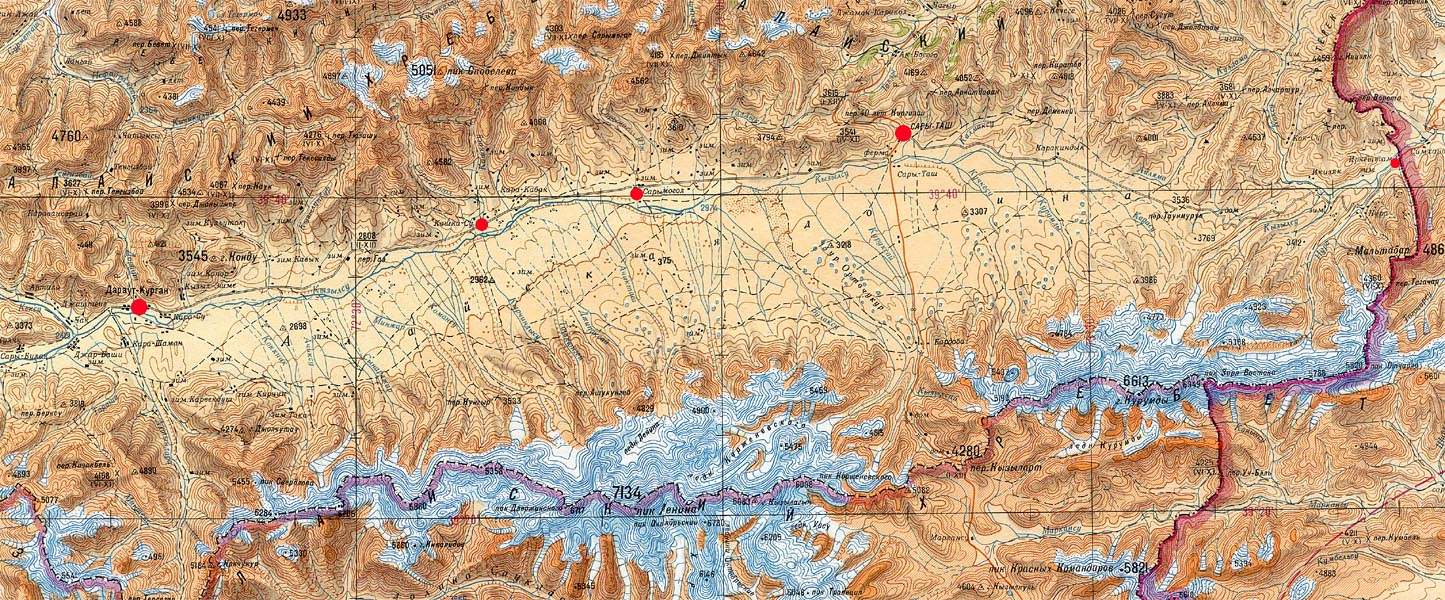
Carte russe de la vallée d'Alaï.